# Hetefejércse
Hetefejércse je vas na Madžarskem, ki upravno spada pod podregijo Vásárosnaményi Županije Szabolcs-Szatmár-Bereg.